# Megachile saussurei
Megachile saussurei är en biart som beskrevs av Radoszkowski 1874. Megachile saussurei ingår i släktet tapetserarbin, och familjen buksamlarbin. Inga underarter finns listade i Catalogue of Life.